# Jouko Törmänen
Jouko Törmänen, finski smučarski skakalec, * 10. april 1954, Rovaniemi, Finska, † 3. januar 2015, Rovaniemi.
Törmänen je v svoji karieri nastopil na dveh Zimskih olimpijskih igrah, v letih 1976 v Innsbrucku, kjer je osvojil deseto in štirinajsto mesto na posamičnih tekmah, in 1980 v Lake Placidu, kjer je osvojil naslov olimpijskega prvaka na veliki skakalnici in osmo mesto na srednji. Na Svetovnem prvenstvu 1974 je osvojil peto mesto na večji skakalnici.